# Gorzkla właściwa
Gorzkla właściwa (inne nazwy: gorzknia właściwa, kwasja gorzka, gorzkodrzew właściwy, gorżciel właściwy, kwasja właściwa) (Quassia amara) – gatunek krzewu lub małego drzewa z rodziny biegunecznikowatych. Występuje w płn. części Brazylii i Gujanie, sadzona w Panamie, na Antylach i w krajach o gorącym klimacie Azji i Afryki. Roślina lecznicza.

## Morfologia
Dorasta do 10 m wysokości. Liście są nieparzystopierzaste o listkach lancetowatych. Kwiatostan groniasty, 5-działkowy. Owoc – pestkowiec.